# Johann Adam von Itzstein

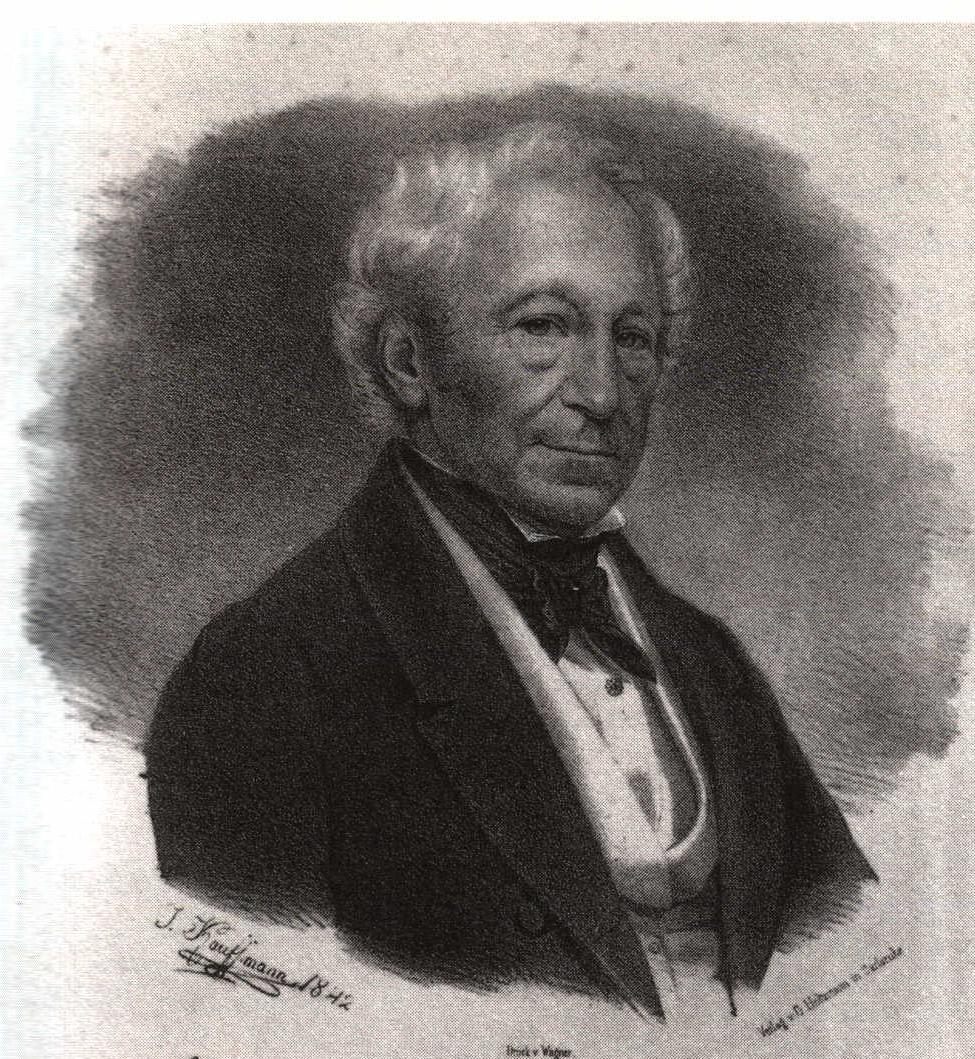
Johann Adam von Itzstein 1842

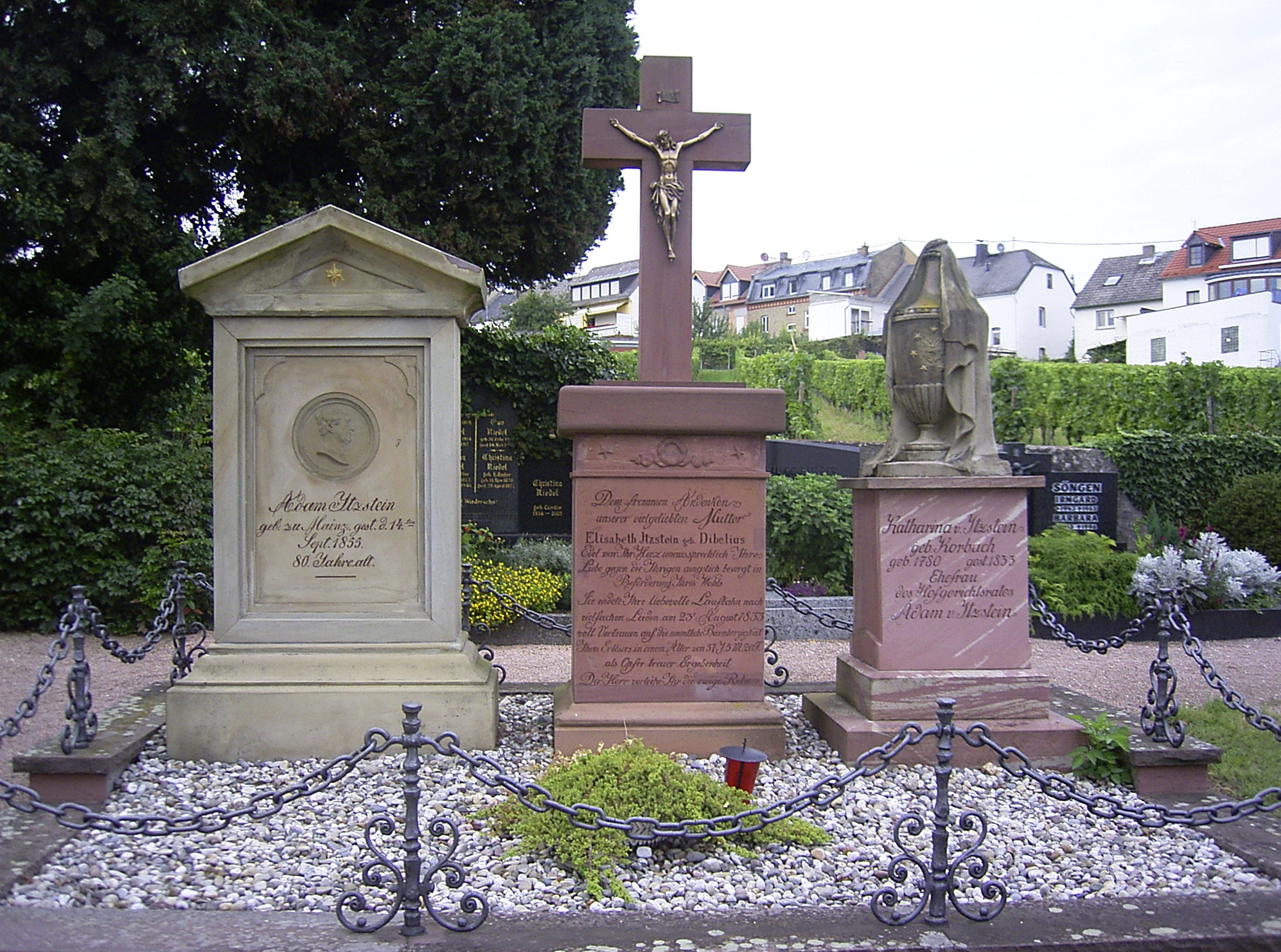
Familiengrab derer von Itzstein, Hallgarten (Rheingau). Die Rückseite des Grabsteines von J.A.v.I (links) trägt ein zeitgenössisches Urteil: „Müde von der Jugendkaempfen Deutscher Freiheit ruhet hier ein muthig Herz“

Johann Adam von Itzstein (* 28. September 1775 in Mainz; † 14. September 1855 in Hallgarten) war ein deutscher Verwaltungsbeamter, Weingutsbesitzer und führender Parlamentarier des Liberalismus.

## Leben

### Familie und Herkunft
Itzstein stammte aus einer Mainzer Juristen- und Beamtenfamilie mit Rheingauer Wurzeln; der Vater Edmund Ignaz (* 1727) war kurmainzischer Hofgerichtsdirektor, sein Großvater war der in Winkel geborene Mainzer Hofgerichtsrat Johannes Franziskus Itzstein. Aus den beiden Ehen des Vaters gingen 15 Kinder hervor; die erste Frau war früh verstorben, die zweite Ehefrau, Anna Maria Kerz, war die Mutter von Johann Adam, des vorletzten Kindes. Ältere Brüder waren Anton Franz (1760–1816, Landesdirektorialrat in Aschaffenburg, 1806 Oberpolizeidirektor in Frankfurt, 1810 fürstprimatischer Adel, 1813 Direktor des Frankfurter Oberappellationsgerichts) sowie der jung verstorbene Christian Franz Ittstein (!) (1762–1790), Professor der Rechte und Hofgerichtsrat in Mainz.

### Schule, Studium und Beamtenlaufbahn
Nach dem Besuch der Domschule und des Gymnasiums in Mainz studierte Itzstein Rechtswissenschaft und Wirtschaftslehre an der Universität Mainz, die als eine der aufgeklärtesten katholischen Hochschulen im Reich galt; die Itzstein-Kinder wurden „spartanisch erzogen“, Wein und Tabak waren tabu, das Taschengeld knapp. Als 17-jähriger Student besucht er während der Mainzer Republik regelmäßig die Sitzungen des Jakobinerklubs (1792/93), wo ihn vor allem sein Professor für Naturrecht und Philosophie, der Jakobiner und spätere Präsident des Rheinisch-Deutschen Nationalkonvents, Andreas Joseph Hofmann (1752–1849), beeindruckte. Sein Lehrer Hofmann war es auch, der am 18. März 1793 vom Balkon des Deutschhauses aus den Freistaat ausrief, die erste moderne Republik auf deutschem Boden. Während die Familie in den Rheingau floh, erlebte Itzstein die Belagerung und Rückeroberung von Mainz unmittelbar mit; 1795 setzte er seine Studien dort fort.
Nach seinem Examen im Jahr 1797 wurde Itzstein Ober- und Vogteiamtspraktikant in Amorbach, avancierte 1799 mit 24 Jahren zum Syndikus und Vogteibeamten der Benediktinerabtei Amorbach in kurmainzischen Diensten; 1801 kehrte er als Stadtdirektor nach Amorbach zurück, um nach der Säkularisation 1804/05 in den Dienst der Fürsten von Leiningen zu treten, die die ehemaligen Mainzer Besitzungen auf dem rechten Rheinufer als Ausgleich für ihre Verluste auf dem linken, nunmehr französischen Ufer erhalten hatten; Dienstsitz war Miltenberg. 1808 Justizrat geworden, wurde Itzstein 1809 als Oberamtmann im Großherzogtum Baden in badische Dienste übernommen. 1810 übernahm er das Bezirksamt in Schwetzingen, das seine politische Heimat wurde, weil man ihn von dort aus in die badische Zweite Kammer wählte. 1819–1823 wurde er als Hofgerichtsrat nach Mannheim versetzt.

### Mitglied der Badischen Kammer
1822 von der Stadt Mannheim als Mitglied in die Zweite Kammer der Badischen Ständeversammlung gewählt, erwarb er sich auf Grund seiner freiheitlichen Ansichten einen Ruf als einer der Führer der liberalen Opposition, der sich als schlagfertiger und gewandter Redner, vor allem im Streit um den Militäretat 1822/23, erwies. Er trat insbesondere nachdrücklich für die Pressefreiheit, die Ausweitung der parlamentarischen Rechte und eine effiziente Kontrolle des Budgets ein. Der Landtag wurde daraufhin 1823 von Großherzog Ludwig I. geschlossen, Itzstein aufgrund seiner politischen Opposition ans Hofgericht Meersburg strafversetzt und 1824 pensioniert.

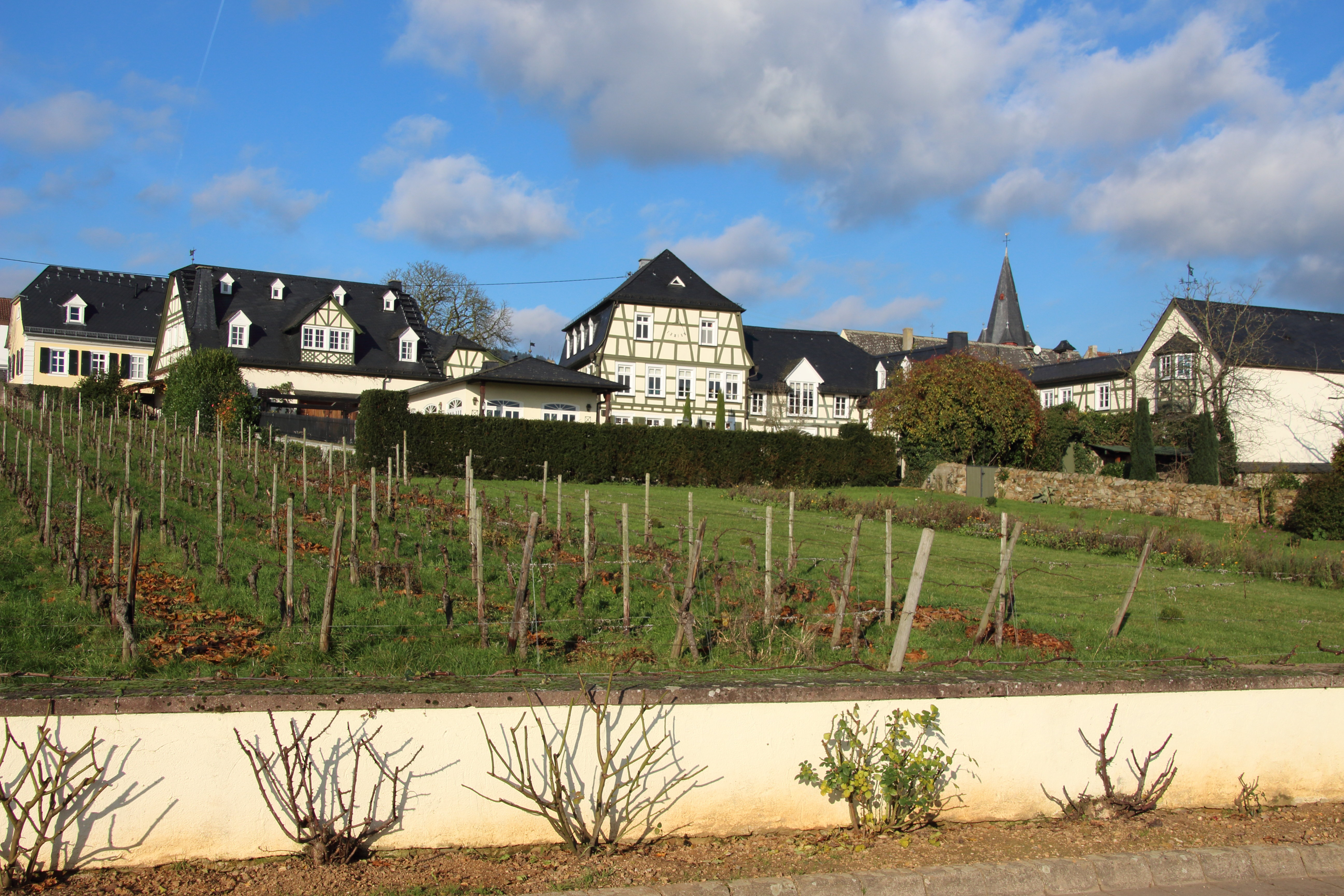
Hallgarten im Rheingau, Hofgut Adam von Itzstein

### Privatier und Weingutsbesitzer
Er lebte nun seit 1820 von seinen Einnahmen als Mitbesitzer, 1837 nach dem Tod seines Bruders Peter von Itzstein, Chorherr von St. Peter in Mainz, als Alleinbesitzer des 40 Morgen/10 ha großen Weingutes Hallgarten bei Oestrich-Winkel im Rheingau; Winkel gehörte seit 1806 zum Herzogtum Nassau. Das Weingut war im Jahr 1736 durch die Ehe seines Großvaters, des Mainzer Hofrats Johannes Franziskus Itzstein mit der Kaufmannstochter Maria Clara Hardy an die Familie Itzstein gekommen. Der Bruder hatte die Gebäude in den Jahren 1820–1830 neu errichten lassen. Itzstein, der bisher in Mannheim gelebt hatte, pendelte nun zwischen beiden Wohnsitzen; finanziell war er „völlig unabhängig“, seine badische Pension konnte er für die Oppositionsarbeit aufwenden. „Allein Itzsteins Portokosten müssen in Wahlkampfzeiten enorme Höhen erreicht haben“, und auch seine zahlreichen Pressekampagnen und Spendenaufrufe für politisch Verfolgte, die er bis Anfang der 1840er Jahre noch im Alleingang organisierte, verursachten hohe Aufwendungen, schufen ihm aber zugleich ein deutschlandweites Netz von verlässlichen Kontaktpersonen.

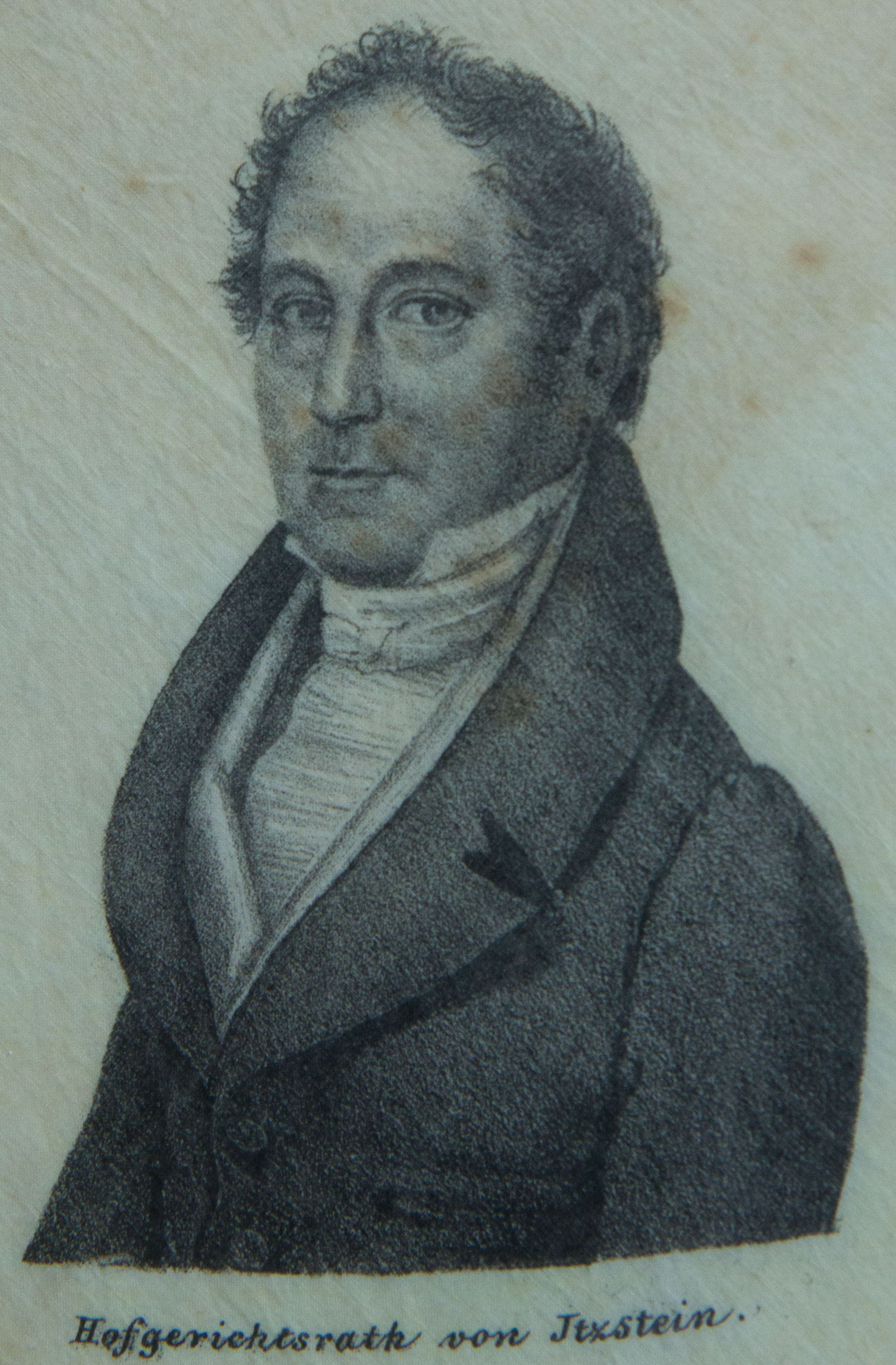
Hambacher Tuch (Ausschnitt): Johann Adam von Itzstein 1832

### Erneuter Einzug in den Landtag und politischer Netzwerker
Im November 1830 – nach dem Tod des Großherzogs und unter dem Eindruck der französischen Julirevolution von 1830 - wurde Itzstein erneut in die badische Kammer gewählt, wo er bald aufgrund seines Alters, seiner politischen und Verwaltungserfahrung sowie als Initiator zahlreicher Treffen und Gespräche als Doyen des süddeutschen Liberalismus galt. Er war Teilnehmer des „Weinheimer Pressefestes“ von 1832, das dem Hambacher Fest unmittelbar vorausging; in Hambach war Itzstein der einzige Vertreter der rheinhessischen und badischen Liberalen, die dem Unternehmen wegen der zu befürchtenden Gegenmaßnahmen und des zu erwartenden politischen Rückschritts skeptisch gegenüberstanden. Auf seinem Weingut in Hallgarten (Hallgartenkreis). trafen sich schon 1832, dann – nach dem Tod seiner Frau im Jahr 1833 – jährlich von 1839 bis 1847 liberale Politiker des Vormärz, insgesamt etwa 30–40 Persönlichkeiten, darunter womöglich auch sein Lehrer Hofmann aus dem benachbarten Winkel. Da politische Versammlungen mit mehr als zwanzig Personen verboten waren, mussten die Treffen, auch wegen der polizeilichen Überwachung der Teilnehmer, unauffällig, fast geheim organisiert werden. Sie waren regelrechte „liberale Parlamentarierkonferenzen“ und die „eigentliche Keimzelle der Frankfurter Nationalversammlung 1848“, zugleich auch die „Keimzelle einer deutschlandweiten liberalen Partei“. Gäste waren u. a. der Publizist Robert Blum, der Arzt Johann Jacoby, die Juristen Friedrich Hecker und Heinrich von Gagern, der Verleger Friedrich Daniel Bassermann, der Dichter des Deutschlandliedes Heinrich Hoffmann von Fallersleben oder die Schriftsteller Ferdinand Freiligrath, Rudolf von Gottschall und August Hergenhahn. Obwohl es dort auch „dezidiert feuchtfröhlich“ zugehen konnte, gelang dem Hallgartenkreis 1843 mit der Veröffentlichung der geheimen Beschlüsse der Wiener Ministerialkonferenz des Deutschen Bundes aus dem Jahr 1834 ein Coup, als Itzstein den Teilnehmern eine Abschrift vorzeigte, die für enormes Aufsehen sorgte, da die Beschlüsse vielfach Landesrecht verletzten. In Deutschland, den USA und in Frankreich erschienen zwischen 1843 und 1848 nicht weniger als 16 Druckfassungen.
Dem Hallgartener Kreis unter Itzstein gelang es nach und nach, „gleiche Haltung der Kammern, besonders in betreff der Hauptanträge – z. B. freie Presse, Öffentlichkeit und Mündlichkeit des Verfahrens, Geschworenengerichte, Verantwortlichkeit der Minister, Militärbeschränkung“ zu erreichen. Durch seine Korrespondenzpartner war Itzstein jederzeit umfassend informiert und erzielte durch die Flexibilität und Modernität seines Wahlkampfes Erfolge. Mit ständig verfeinerten Methoden, z. B. Multiplikatoren wie Gastwirte anzusprechen, dort Unterschriftslisten zur Adresssammlung auszulegen, Pressemitteilungen zu versenden und aussichtslose Kandidaten über Nacht auszutauschen, spielte Itzstein bereits damals, noch vor der Existenz von politischen Parteien, erfolgreich auf der „Klaviatur“ des Wahlkampfs.
Auch in der Auseinandersetzung der liberalen badischen Kammer mit dem konservativen Kabinett der Ära Blittersdorf (1835–1843) und mit seinem Einspruch gegen das Manifest des Großherzogs von 1841/42 mit Zensur, Urlaubsverweigerung für Beamte und Kammerauflösung spielte Itzstein eine führende Rolle. In Karlsruhe erhielt Itzstein 1842 eine „Bürgerkrone“ und war am Verfassungsfest des Jahres 1843 in Bad Griesbach als Hauptredner beteiligt, somit einer der populärsten Liberalen des Vormärz; bereits zu Lebzeiten entstand ein regelrechter Kult um seine Person:

„Im J. 1844 wurde dem greisen Vorkämpfer des Liberalismus in Mannheim ein glänzendes Fest bereitet, eine Denkmünze ihm zu Ehren geprägt und bei dem feierlichen Banket neben zahllosen Toasten ein von Hoffmann v. Fallersleben gedichtetes Lied gesungen, dessen Refrain lautete: Vaterland freue dich! – Deine Nacht wird immer heller: – Itzstein unser Stern – Leuchtet nah und fern.“

Das Itzsteinlied wurde zur damals sehr populären Melodie der polnischen Hymne Noch ist Polen nicht verloren gesungen. Vater Itzstein nannte man den Oppositionsführer fortan ehrfurchtsvoll, die ihm dargebrachten Ehrengaben füllten in Hallgarten eine ganze Vitrine. Nicht zuletzt wegen der räumlichen Nähe zu Schloss Johannisberg, das seit 1816 im Besitz seines politischen Widersachers, des österreichischen Leitenden Ministers Metternich, nannte man Itzstein daher gerne den „liberalen Metternich“.

### Ausweisung aus Preußen
1845 unternahm der nun 70-jährige Itzstein mit seinem persönlichen und politischen Freund, dem 34-jährigen Friedrich Hecker, für den er eine Art Vaterfigur verkörperte - Itzstein war Pate bei den drei Hecker-Kindern - eine Reise nach Norddeutschland; die dabei von Preußen ausgesprochene Ausweisung der beiden badischen Abgeordneten trug weiter zur Popularität der beiden Politiker bei. Sogar ein Dreimaster von 600 to, die 1846 in Bremen gebaute „Itzstein & Welcker“, wurde auf den Namen des Hallgarteners getauft.

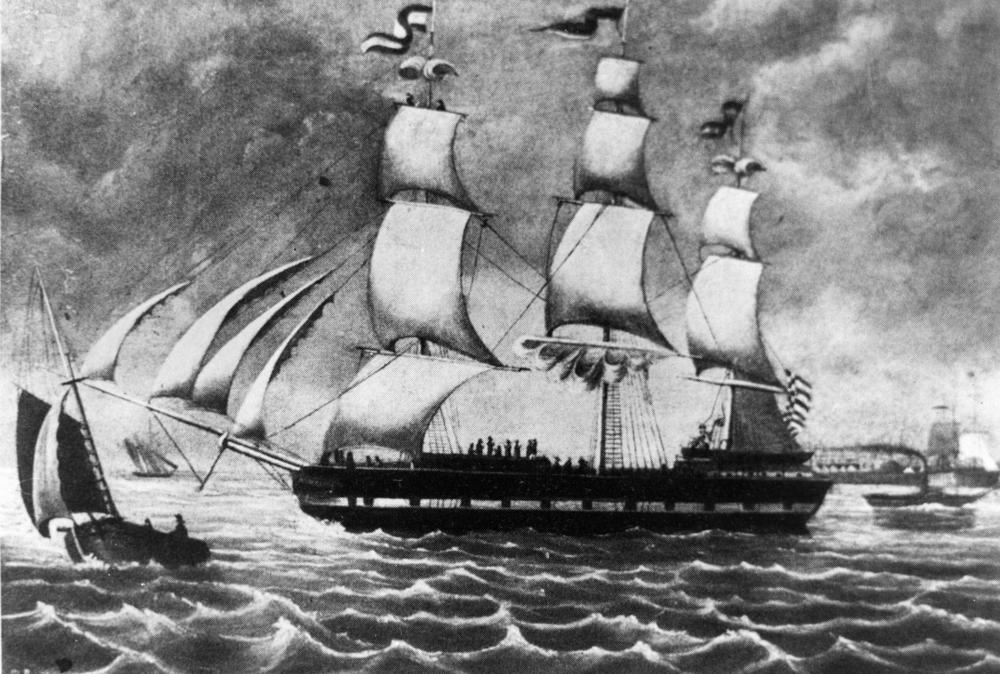
Dreimaster und Auswandererschiff nach Nordamerika „Itzstein und Welcker“, gebaut in Bremen 1846

### Vorparlament, Frankfurter Nationalversammlung und Kandidat für das Reichsverweseramt
Itzstein entfaltete in der Folge eine rege Tätigkeit als Redner und Organisator; so war er einer der 18 Teilnehmer der Heppenheimer Tagung (Oktober 1847), die vor allem die Frage der deutschen Einigung behandelte, Vorsitzender der Mannheimer Volksversammlung vom Februar 1848 sowie als „Nestor der Zweiten Badischen Kammer“ und „überaus beliebte[r] Kammer- und Versammlungsredner“ Mitinitiator der Offenburger Versammlung vom März 1848, die sich verstärkt sozialen Anliegen zuwandte, ferner Organisator der Heidelberger Versammlung der 51 vom 5. März 1848. Bei dieser Zusammenkunft von 51 liberalen Abgeordneten deutscher Landtage wurde am 12. März 1848 ein Siebenerausschuss gebildet, dem Itzstein – der einzige Demokrat im Ausschuss – die Einladungen zu einem Vorparlament anregte.

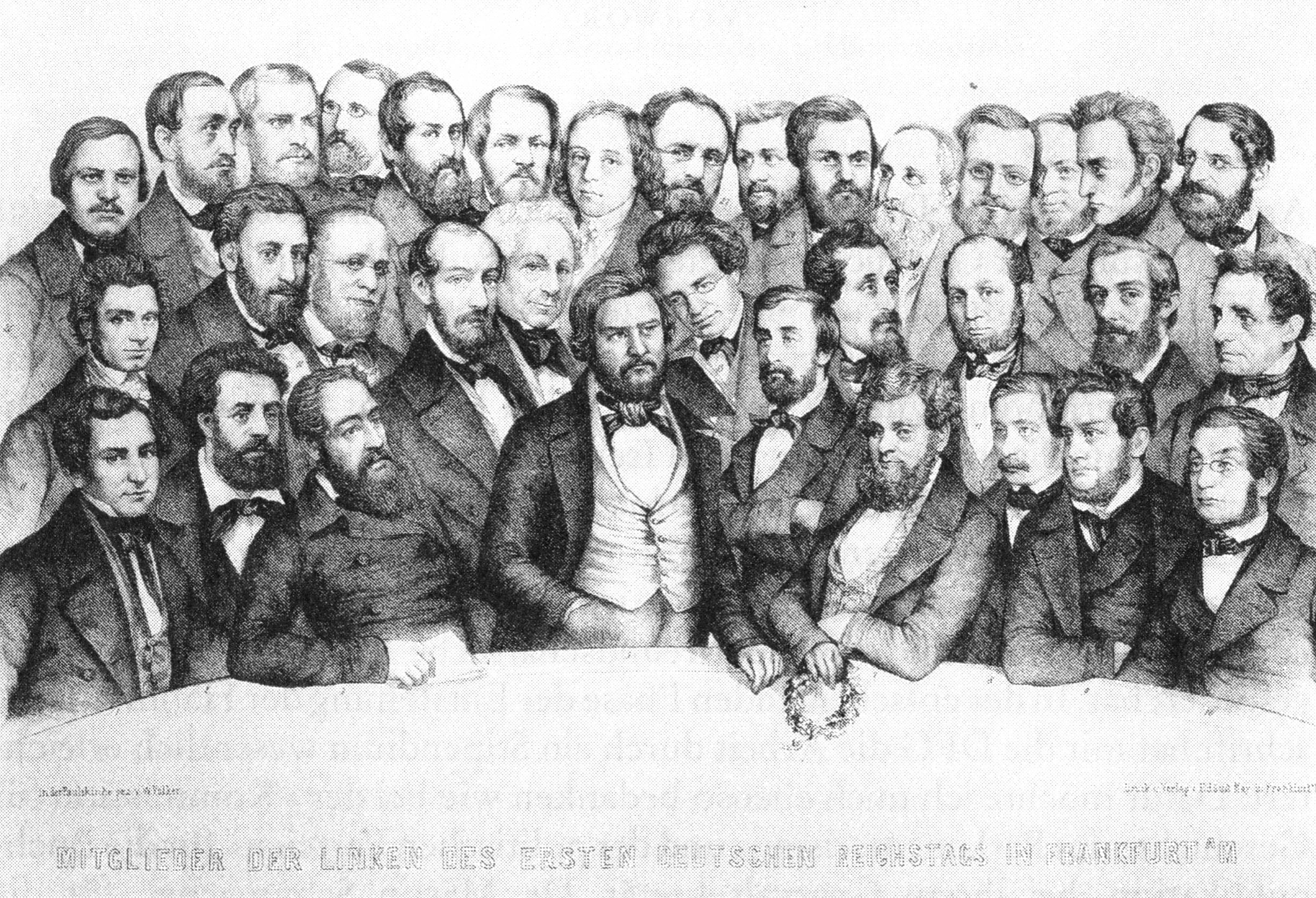
Itzstein als Mitglied der Linken im Parlament von 1848–50 (2. Reihe, Mitte links)

Seit 27. Juni 1848 Mitglied der Frankfurter Nationalversammlung, gehörte er im Anschluss an das Vorparlament, dessen Vizepräsident er war, dem Fünfzigerausschuss an, der bis zum Zusammentreten des Parlaments den Kontakt mit dem gleichfalls in Frankfurt angesiedelten Bundestag, dem Gesandtenkongress des Deutschen Bundes, halten sollte. Für den Wahlkreis Bretten war er Abgeordneter der Frankfurter Nationalversammlung, wo er zur linken Fraktion Deutscher Hof bzw. zum Märzverein zählte; anders als sein Freund Hecker galt Itzstein als „großdeutscher Demokrat“ und „gemäßigter Linker“, der etwa 8 % der Abgeordneten hinter sich wusste. Der schon fast 73 Jahre alte Itzstein erhielt am 29. Juni 1848 als Kandidat der gemäßigten Linken bei der Wahl des Reichsverwesers gegen den 66-jährigen Erzherzog Johann von Österreich zwar 32 Stimmen meist sächsischer Abgeordneter, erzielte damit aber gegen den volkstümlichen, mit einer Bürgerlichen verheirateten Prinzen aus dem Kaiserhaus Habsburg nicht mehr als einen Achtungserfolg: auf Johann entfielen an diesem Tag 436 von 587 Stimmen (74,3 %).

### Flucht und letzte Jahre
Itzstein siedelte 1849 mit dem Rumpfparlament nach Stuttgart um und war dort bis zum Tage der Auflösung in den Versammlungen aktiv. Wegen vorgeblicher Beteiligung am Badischen Aufstand von 1849 des Hochverrats angeklagt und Anfang des Jahres 1850 zur Fahndung ausgeschrieben, flüchtete er zweimal in die Schweiz bzw. in das Elsass, das Gut in Hallgarten wurde von preußischen Truppen besetzt. Nach seinem Freispruch durch das Hofgericht Bruchsal kehrte er Ende 1850 auf das Landgut zurück, wo er die letzten Lebensjahre verbrachte; das badische Bürgerrecht und damit die Möglichkeit einer Kandidatur für die Zweite Kammer wurde ihm entzogen.

### Tod
Johann Adam von Itzstein starb 1855 - von einem Schlaganfall gezeichnet - zwei Wochen vor seinem 80. Geburtstag in Hallgarten. Das Grabmedaillon auf dem dortigen Friedhof wurde nach einem Entwurf des Bildhauers Phillip Hermann Leonhard angefertigt.

### Nachkommen, Lebensgefährtin Louise Pfister
Itzstein hatte 1804 in Koblenz die Ehe mit Katharina Korbach (1780–1833) geschlossen. Ein Sohn verstarb früh, die Tochter Gertrud war mit dem Mannheimer Physiker Wilhelm Eisenlohr verheiratet; der Mannheimer Ingenieur und Pionier der Telegrafie, William Fardely (1810–1869), war Itzsteins Neffe. Nach dem Tod seiner Frau im Jahr 1833 war seine Lebensgefährtin seit den 1835er Jahren - ohne mit ihm verheiratet zu sein - Louise (oder Luise) Pfister (* 1797/98), die ihm in Mannheim und Hallgarten den Haushalt führte. Sie war die Tochter des streng konservativen Kriminalisten Ludwig Pfister (1769–1829), Stadtdirektor in Heidelberg, zugleich Badens Vertreter („Kommissionär“) in der Mainzer Zentraluntersuchungskommission, die die „demagogischen Umtriebe“ zu untersuchen hatte.

## Nachlass, Wirkungsgeschichte

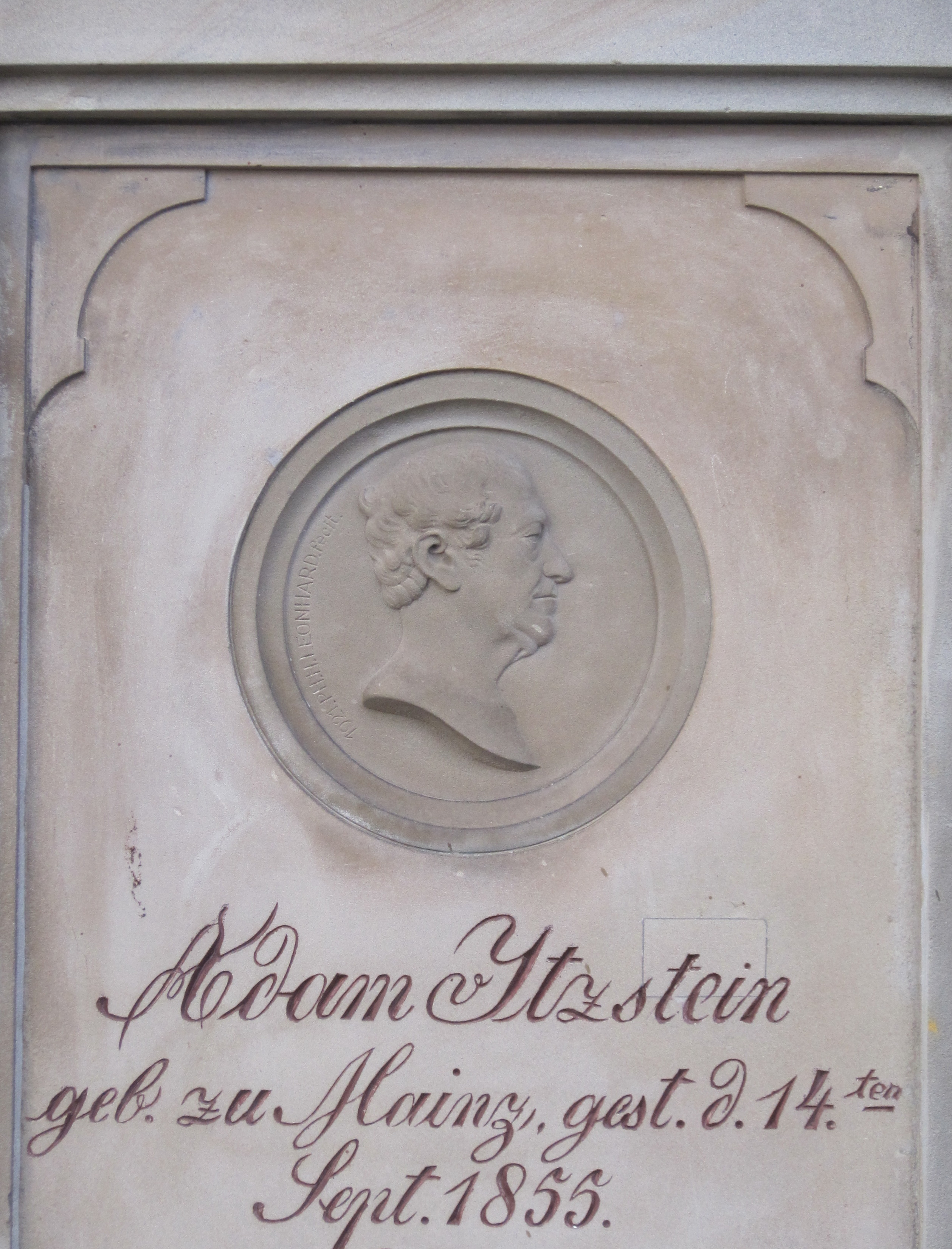
Porträt Adams von Itzstein auf dem Grabmal in Hallgarten

Ob er den Lebensabend zwar altersdement, doch „wohl und munter, aber sehr gealtert“ (so Hoffmann von Fallersleben) und mit Stolz auf sein Lebenswerk verbracht hat oder als "körperlich und seelisch gebrochener Mann" in den Rheingau zurückgekehrt ist, bleibt unklar. Auf seinen Wunsch hin wurde der schriftliche Nachlass nach seinem Tod vernichtet, von seinen (geschätzt) 10.000 Briefen wurden bisher nur 342 wieder aufgefunden. Staatstheoretische Schriften oder Memoiren hinterließ der als Pragmatiker, Taktiker, Netzwerker und Organisator bekannte Itzstein, anders als seine liberalen Zeitgenossen Welcker, Hans Christoph von Gagern, Hecker oder Rotteck nicht; sein unter dem Pseudonym „W. Deutschmann“ veröffentlichtes Werk Die Radicalreform des Staats- und Privatrechtes (1838, 300 S. Umfang) macht als Spezialwerk hiervon keine Ausnahme, als Korrespondent mehrerer Zeitungen verfasste er dagegen zahlreiche vorwiegend tagespolitische Beiträge. Seine „schnörkellosen Reden“ zielten meist auf die Durchsetzung konkreter politischer Ziele und drangen rasch zum Kern der Dinge vor.
Das Fehlen schriftlicher Äußerungen, die über das Tagesgeschäft hinausgingen, führte nach 1849 und der Reichsgründung 1871 bald zu einem nachlassenden Interesse an Itzstein; Missdeutungen seiner politischen Absichten und Möglichkeiten waren nicht selten; so wird er teils als „großdeutscher Demokrat“, teils als „konstitutioneller Monarchist“ bezeichnet, eine umfassende kritische Einordnung ist bis heute nicht erfolgt. Durch seinen Lebenslauf bedingt war Itzstein zudem stark auf Innenpolitik und Budgetfragen konzentriert; für Diplomatie, etwa die Beziehungen der deutschen Staaten untereinander und die komplexe und kostspielige Militär- und Außenpolitik, scheint es ihm anders als seinen weltläufigen Zeitgenossen Hans Christoph Ernst von Gagern und Fürst Metternich an Erfahrung und Verständnis, aber auch Interesse gefehlt zu haben; soziale und wirtschaftliche Fragen berührte er nur am Rande.

## Varia
- Nach Itzstein sind in Hallgarten ein Sekt, eine Weinserie und ein Weinbrand benannt.
- In Mannheim ist die Itzsteinstraße nach ihm benannt.
- Itzstein ist der Protagonist im Ein-Personen-Stück „Einigkeit und Recht und Freiheit“ (2023) des Mainzer Histotainers Tino Leo.[61]

## Zitate
„Patriarch des süddeutschen Liberalismus“

„Der erste eigentlich praktische Radikale“

„Ein Virtuos im Ausgleichen von Gegensätzen, diplomatischer Organisator und parlamentarischer Techniker wie kein anderer“

„Der Tag von Itzsteins Pensionierung war der Tag der Geburt des ersten deutschen Berufspolitikers... eine „Ein-Mann-Parteizentrale“... Parlamentarier durch und durch und aus Überzeugung, als Zuchtmeister seiner Fraktionen mindestens so effektiv wie späterhin ein Herbert Wehner.“

„Itzstein ordnete sich keinem der beiden liberalen Flügel eindeutig zu, sondern blieb die geachtete Integrationsfigur des Gesamtliberalismus.“

„Sein staatspolitisches Denken zeigt bei starker Abhängigkeit von Rotteck-Welckerschen Theorien radikale republikanische Züge, die sich durch das Miterleben der französischen Revolution, die Beeinflussung durch seinen Lehrer Hofmann und den Besuch des Mainzer Jakobinerklubs erklären.“

## Belege
1. ↑  Hessische Biografie s.v. Itzstein und Josef Roßkopf in: https://www.hallgartener-wein.de/de/adam-von-itzstein2.htm.
2. ↑  Der Name Itzstein, hier in der Namensvariante „Ittstein“  war in der Gegend um Martinsthal verbreitet  und leitet sich womöglich vom nahegelegenen Städtchen Idstein ab; 2014 lebten 319 Personen mit Namen „Itzstein“, davon 240 in Australien, 28 in Deutschland (davon 18 in Hessen); https://forebears.io/de/surnames/itzstein.
3. ↑  Becht, Itzstein 2012, S. 3.
4. ↑  Jörg Schweigard: Itzstein, unser Stern. In: Die Zeit, Nr. 29 vom 12. Juli 2012.
5. ↑  Schweigard in Die Zeit, Nr. 29, 2012 vom 12. Juli 2012.
6. ↑  „Im verwaisten kurfürstlichen Schloss versammeln sich zwanzig Mainzer zur Gründung einer »Gesellschaft der Freunde der Freyheit und Gleichheit«, auch Itzstein wird Mitglied“ ; für die oft erwähnte Mitgliedschaft im Jakobinerklub werden aber in der Literatur (u. a. bei Schweigard in Die Zeit 2012) keine Nachweise genannt.
7. ↑  Roßkopf, Itzstein in NDB; Hofmann lebte bis zu seinem Tod im Alter von fast 100 Jahren (1844) in Winkel (Rheingau) in unmittelbarer Nachbarschaft Itzsteins, direkt neben einem weiteren seiner ehemaligen Studenten, nämlich Fürsten Metternich; Becht, Itzstein S. 3.
8. 1 2 3 4 5  http://www.dichterpflaenzchen.de/ausflug.html.
9. ↑  Josef Roßkopf in: https://www.hallgartener-wein.de/de/adam-von-itzstein2.htm.
10. ↑  Becht, Itzstein 2012, S. 3.
11. ↑   Itzstein hatte sich eigens einen Acker zugelegt, um als Grundsteuerzahler wählbar zu sein; der Acker verpachtete er nur für die Zeitdauer seines Mandats, um im Falle einer Wiederwahl Acker wieder verkaufen zu können; Becht, Itzstein, S. 3.
12. ↑  Weech, Itzstein. In: ADB 14 (1881), S. 649–650; Hessische Biografie s. v. Itzstein. Siehe auch die Angaben im Biographisches Handbuch der Abgeordneten.
13. ↑  Roßkopf, Itzstein. In: NDB.
14. ↑  Josef Roßkopf: Itzstein, Johann Adam von. In: Neue Deutsche Biographie 10 (1974), S. 206, Digitalisat.
15. ↑  Köpfe der Demokratiegeschichte.
16. ↑  Josef Roßkopf in: https://www.hallgartener-wein.de/de/adam-von-itzstein2.htm
17. ↑  Josef Roßkopf in: https://www.hallgartener-wein.de/de/adam-von-itzstein2.htm
18. ↑  Josef Roßkopf in: https://www.hallgartener-wein.de/de/adam-von-itzstein2.htm und https://www.rheingau.de/sehenswertes/sehenswuerdigkeiten/itzstein.
19. ↑  Becht, Itzstein S. 7, 12, 16 und 18; Becht schätzt die von Itzstein verfassten Briefe auf etwa 10.000, von denen sich nur 2–3 % erhalten haben (S. 12).
20. ↑  Wilhelm Kreutz: Hambach 1832. Deutsches Freiheitsfest und Vorbote des europäischen Völkerfrühlings. Mainz: Landeszentrale für Politische Bildung 2016, S. 39.
21. ↑  Früher „Bingergaß“, heute Niederwaldstr. 7a (Privatbesitz), Oestrich-Winkel; Josef Roßkopf in: https://www.hallgartener-wein.de/de/adam-von-itzstein2.htm.
22. ↑  Kreutz, Hambach, S. 42.
23. ↑  Roßkopf in: Neue Deutsche Biographie 10 (1974), S. 206 bzw. Becht, Itzstein, S. 2.
24. ↑  Ricarda Huch: 1848. Die Revolution des 19. Jahrhunderts in Deutschland. Zürich 1948, S. 63 f.
25. ↑  Josef Roßkopf in https://www.hallgartener-wein.de/de/adam-von-itzstein.htm; Becht, Itzstein, S. 7.
26. ↑  Hessische Biografie s. v. Itzstein.
27. ↑  Becht, Itzstein, S. 14 und 19.
28. ↑  Becht, Itzstein, S. 19.
29. ↑  Becht, Itzstein, S. 26 (Diskussion).
30. ↑  Heidelberger Journal, 25. August 1842.
31. ↑  Rainer Schimpf: Auf dem Königsweg – Die Verfassung für Württemberg von 1819 vom 25. September 2019.
32. ↑  Weech, Itzstein. In: ADB 14 (1881), S. 649-650. „Dem Vernehmen nach wurde in Oestrich-Winkel noch vor kurzem sogar regelmäßig das Itzstein-Lied gesungen, dessen Text von Itzsteins engem Freund Hoffmann von Fallersleben stammt.“ Becht, Itzstein 2012, S. 2.
33. ↑  August Heinrich Hoffmann von Fallerslebens Gedichte Willkommen, Vater Itzstein (28. August 1844), Vater Itzstein zum 77. Geburtstage (1852).
34. ↑  Becht, Itzstein, S. 17.
35. ↑  Schrade, Itzstein.
36. ↑  Wien, Ortenau, S. 231.
37. ↑  Julius Weiske: Ein freies Wort über die Ausweisung der badischen Abgeordneten v. Itzstein und Hecker aus Preußen. Leipzig: Hartknoch 1845. – Das Buch des renommierten Leipziger Juraprofessors erlebte noch im gleichen Jahr zwei weitere Auflagen.
38. ↑  Becht, Itzstein, S. 17.
39. ↑  Die „Itzstein & Welcker“ brachte 1847–1859 unter drei Kapitänen auf vierzehn Fahrten mehr als 3.200 Auswanderer von Bremen in die USA (New Orleans, Baltimore, New York); https://www.public-juling.de/auswanderung/abfahrtsdaten/passagen.php?s=s&v=Itzstein+%26+Welcker&lang=de.
40. ↑  Biographisches Handbuch der Abgeordneten s. v. Itzstein; Bernhard Wien: Die Reden der Offenburger Versammlung 1847 – ein Treffen radikaler Liberaler. In: Die Ortenau. Zeitschrift des Historischen Vereins für Mittelbaden 79 (1999), S. 169–198.
41. ↑  Hessische Biografie s. v. Itzstein.
42. ↑  Wolfgang Klötzer (Bearb.): Clotilde Koch-Gontard an ihre Freunde. Briefe und Erinnerungen aus der Zeit der deutschen Einheitsbewegung 1843–1869. Frankfurt: Kramer 1969, S. 450.
43. ↑  Frank Lorenz Müller: Die Revolution von 1848/49. 2. Aufl. Darmstadt: WBG 2006, S. 56 und 89.
44. ↑  Roßkopf, Itzstein in: Neue Deutsche Biographie und Roßkopf in: https://www.hallgartener-wein.de/de/adam-von-itzstein.htm. Heinrich v. Gagern erhielt 52 und Erzherzog Stephan 1 Stimme, bei 27 Enthaltungen; Franz Ilwof: Zur Wahl Erzherzog Johanns zum deutschen Reichsverweser. In: Zeitschrift des Historischen Vereines für Steiermark 8 (1908), S. 68–73.
45. ↑  Ilwof, Wahl, S. 69 nennt insgesamt 547 Stimmen.
46. ↑  Becht, Itzstein, S. 8.
47. ↑  Hessische Biographie, s. v. Itzstein.
48. ↑  Becht, Itzstein, S. 14.
49. ↑  Becht, Itzstein, S. 15; zu Schreibung des Namens und Biographie siehe auch Birgit Bublies-Godau: „Dass die Frauen bessere Democraten, geborene Democraten seyen...“ Henriette Obermüller-Venedey, Tagebücher und Lebenserinnerungen 1817–1871. Karlsruhe 1999, S. 59 Digitalisat.
50. ↑  https://kalliope-verbund.info/de/eac?eac.id=116166762
51. ↑  Siehe auch Leopold Friedrich Ilse: Geschichte der politischen Untersuchungen, welche durch die neben der Bundesversammlung errichteten Commissionen, der Central-Untersuchungs-Commission zu Mainz und der Bundes-Central-Behörde zu Frankfurt in den Jahren 1819 bis 1827 und 1833 bis 1842 geführt sind. Frankfurt am Main: Meidinger 1860, S. 11 f. Digitalisat.
52. ↑  H. Gerstenberg: An meine Freunde, Briefe von Hoffmann von Fallersleben. Berlin 1907, S. 187.
53. ↑  Weech, Itzstein. In: ADB 14 (1881), S. 649–650.
54. ↑  Josef Roßkopf in: https://www.hallgartener-wein.de/de/adam-von-itzstein.htm
55. ↑  Becht, Itzstein, S. 20.
56. ↑  Becht, Itzstein, S. 12; Becht spricht daher von einem „Nicht-Nachlass“.
57. ↑  Becht, Itzstein, in: Protokoll der Arbeitsgemeinschaft Geschichtliche Landeskunde Oberrhein vom 20. April 2012, S. 1.
58. ↑  Becht, Itzstein, S. 6.
59. ↑  Klötzer, Clotilde Koch-Gontard, 1969, S. 450.
60. ↑  Josef Roßkopf in: https://www.hallgartener-wein.de/de/adam-von-itzstein2.htm.
61. ↑  Webseite Tino Leo.
62. ↑  Bd. 1: Bis zum Zusammentritt des Frankfurter Parlaments. Berlin: Ullstein 1930, S. 158.
63. ↑  Becht, Itzstein 2012, S. 5–7.
64. ↑  Roßkopf in: Neue Deutsche Biographie 10 (1974), S. 206, Digitalisat.

| Personendaten    | Personendaten                              |
| ---------------- | ------------------------------------------ |
| NAME             | Itzstein, Johann Adam von                  |
| KURZBESCHREIBUNG | liberaler Politiker des badischen Landtags |
| GEBURTSDATUM     | 28. September 1775                         |
| GEBURTSORT       | Mainz                                      |
| STERBEDATUM      | 14. September 1855                         |
| STERBEORT        | Hallgarten                                 |